# S. T. D. Motors
S. T. D. Motors war ein britischer Konzern der Automobilindustrie.

## Unternehmensgeschichte

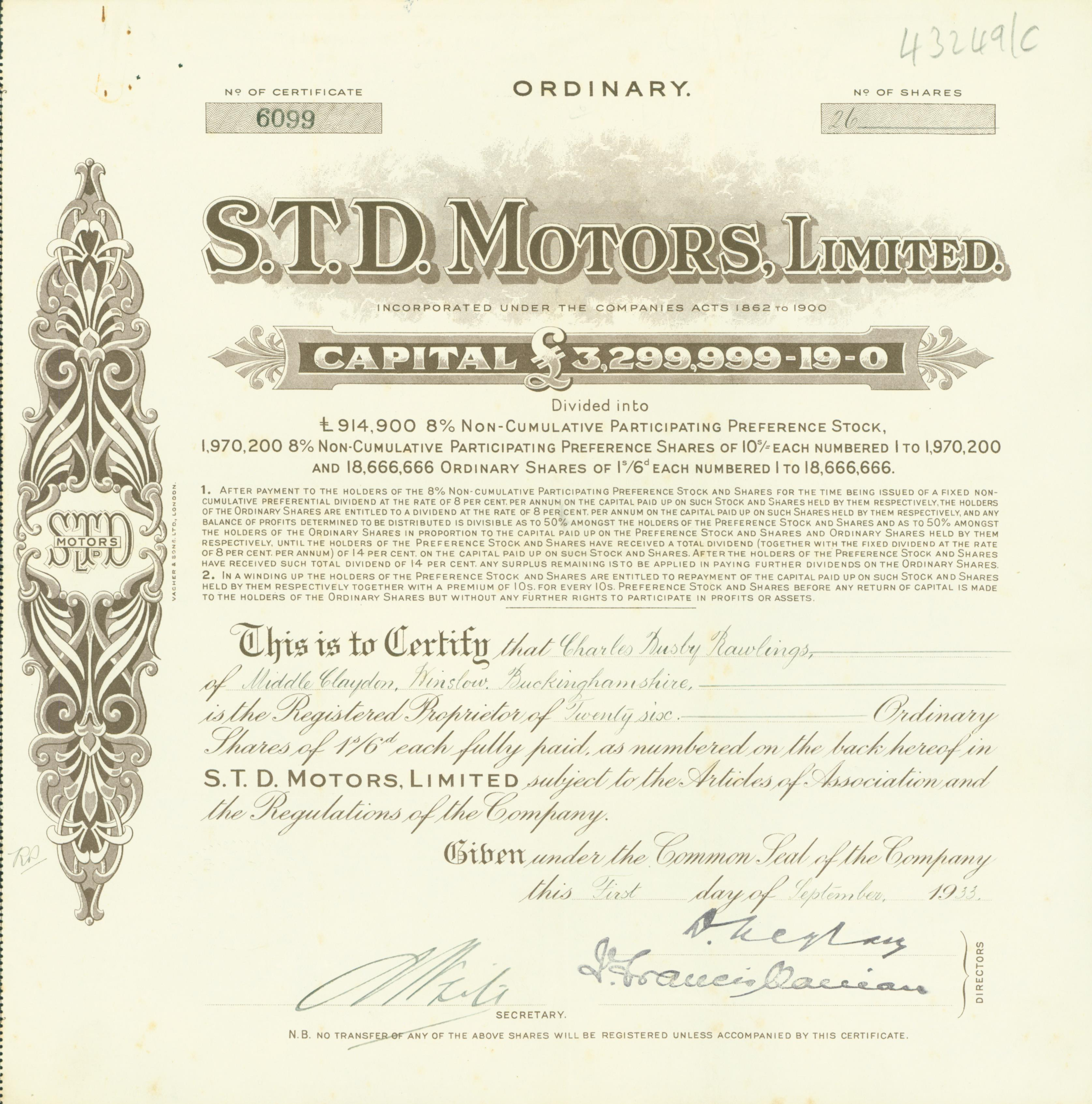
Aktie der S. T. D. Motors Ltd vom 1. September 1933

Das Unternehmen entstand 1920. Es war ein Zusammenschluss von Darracq aus Frankreich mit den britischen A. Darracq & Company, Sunbeam und Clement Talbot. Das Kürzel STD stand für die drei Markennamen Sunbeam, Talbot, Darracq.
Die Werke in Suresnes, Wolverhampton und London wurden ebenso beibehalten wie die Markennamen. Die Vorteile bestanden in einem Zusammenlegen von Einkauf, Verkauf, Werbung und Verwaltung.
1924 gehörten außerdem Darracq Motor Engineering Company, Jonas Woodhead and Sons, W. and G. Du Cros, Heenan and Froude und Darracq Proprietary Company zum Konzern.
1930 begannen finanzielle Probleme. 1935 wurden Clement Talbot und Darracq Motor Engineering Company an die Rootes-Gruppe verkauft.
1936 wurde der Konzern liquidiert.